# Novak Tepšić
Novak Tepšić (Belgrado, 16 marzo 2002) è un calciatore croato, difensore del Varaždin.

## Carriera

### Club
Nato a Belgrado, è cresciuto nel settore giovanile del Rudeš, con cui ha debuttato tra i professionisti il 13 febbraio 2021, in occasione dell'incontro di Druga HNL vinto per 6-1 contro il Međimurje.
Il 3 febbraio 2022 viene acquistato dallo Slaven Belupo, firmando un contratto di durata quadriennale e due settimane più tardi ha debuttato in Prva HNL, disputando l'incontro vinto per 3-0 sul campo dell'HNK Gorica.

### Nazionale
Nel 2022 ha esordito con la nazionale croata Under-20.

## Statistiche

### Presenze e reti nei club
Statistiche aggiornate al 26 aprile 2023.
| Stagione             | Squadra              | Campionato           | Campionato | Campionato | Coppe nazionali | Coppe nazionali | Coppe nazionali | Coppe continentali | Coppe continentali | Coppe continentali | Altre coppe | Altre coppe | Altre coppe | Totale | Totale |
| Stagione             | Squadra              | Comp                 | Pres       | Reti       | Comp            | Pres            | Reti            | Comp               | Pres               | Reti               | Comp        | Pres        | Reti        | Pres   | Reti   |
| -------------------- | -------------------- | -------------------- | ---------- | ---------- | --------------- | --------------- | --------------- | ------------------ | ------------------ | ------------------ | ----------- | ----------- | ----------- | ------ | ------ |
| 2020-2021            | Rudeš                | 2.HNL                | 5          | 1          | CC              | 0               | 0               |                    | -                  | -                  |             | -           | -           | 5      | 1      |
| 2021-feb. 2022       | Rudeš                | 2.HNL                | 11         | 0          | CC              | 1               | 0               |                    | -                  | -                  |             | -           | -           | 12     | 0      |
| Totale Rudeš         | Totale Rudeš         | Totale Rudeš         | 16         | 1          |                 | 1               | 0               |                    | -                  | -                  |             | -           | -           | 17     | 1      |
| feb.-giu. 2022       | Slaven Belupo        | 1.HNL                | 8          | 0          | CC              | -               | -               |                    | -                  | -                  |             | -           | -           | 8      | 0      |
| 2022-2023            | Slaven Belupo        | HNL                  | 18         | 0          | CC              | 3               | 0               |                    | -                  | -                  |             | -           | -           | 21     | 0      |
| Totale Slaven Belupo | Totale Slaven Belupo | Totale Slaven Belupo | 26         | 0          |                 | 3               | 0               |                    | -                  | -                  |             | -           | -           | 29     | 0      |
| Totale carriera      | Totale carriera      | Totale carriera      | 42         | 1          |                 | 4               | 0               |                    | -                  | -                  |             | -           | -           | 46     | 1      |